# Schweizer Laichkraut
Das Schweizer Laichkraut (Stuckenia helvetica (G. Fisch.) Holub, Syn.: Potamogeton helveticus (G. Fisch.) Walo Koch) ist eine Pflanzenart aus der Gattung der Laichkräuter (Potamogeton) in der Familie der Laichkrautgewächse (Potamogetonaceae).

## Merkmale
Das Schweizer Laichkraut ist eine wintergrüne, ausdauernde krautige Pflanze. Das Rhizom ist meist 2 bis 3, selten bis 8 Millimeter dick. Der Stängel dieser Unterwasserpflanze (submerse Pflanze) ist bis 4 Meter lang und stark verästelt. Die Blätter sind steif. Die unteren Blattscheiden sind aufgeblasen und bis 6 Zentimeter lang. Diese Art bildet keine Blüten und Früchte.
Das Schweizer Laichkraut ähnelt dem Kamm-Laichkraut (Stuckenia pectinata, Syn.: Potamogeton pectinatus), ist aber kräftiger.
Die Blütezeit reicht von Juni bis September.

## Vorkommen
Das Schweizer Laichkraut kommt selten im südlichen Rheintal bis zum Bodensee vor. Hier ist es im Uferbereich von nährstoffreichen Gewässern zu finden. Die Art ist vermutlich vom Aussterben bedroht. Es ist eine Charakterart des Ranunculetum fluitantis.

## Systematik
Möglicherweise handelt es sich beim Schweizer Laichkraut um einen Bastard aus Faden-Laichkraut (Stuckenia filiformis) und Kamm-Laichkraut (Stuckenia pectinata). Teilweise wird es lediglich als Varietät des Kamm-Laichkrauts angesehen.

## Belege